# 侯武忠
侯武忠（1963年8月15日—2017年11月20日），臺灣澎湖縣馬公市人，為駐澎湖的醫師，在政府的醫療船停駛後，自費冒險開船至大倉嶼、員貝嶼行醫，為第十二屆醫療奉獻獎得主，過世後受頒總統褒揚令。

## 生平
1963年8月15日，侯武忠生於澎湖馬公。以澎湖離島醫事養成人員公費生的身分，保送高雄醫學院。他自認自己是山地離島養成計畫培養出來的醫師，訓練過程不似一般醫師紮實，難以和他們競爭、其鑽研更高深的醫術，於是想做基層的離島醫師，遂自行先至高雄市阮綜合醫院接受外科醫師訓練一年再接受分發，先後擔任澎湖縣七美鄉、望安鄉衛生所醫師、澎湖縣衛生局第一課課長、白沙鄉衛生所擔任主任兼醫師。
1991年3月，侯武忠任職於七美鄉及望安鄉衛生所直到到1995年5月。在擔任衛生所醫師時，他察覺七美嶼上的居民罹患痛風的比例比起其他澎湖離島高，因此後來衛生局請來台北市立和平醫院痛風門診特約醫師陳清朗調查與診治。該時，在澎湖醫院任職的陳進堂為改善離島醫療，創立臺灣首艘醫療船澎醫壹號。該船身長二十五公尺、寬五‧五公尺，裝設有超音波、胃鏡、X光機、牙科及急診設備，自1995年9月10日啟航，在週六、日巡迴各偏遠離島。
1997年10月，侯武忠從衛生局課長轉任白沙鄉衛生所醫師時，大倉嶼、員貝嶼、鳥嶼、吉貝嶼等小島雖設有衛生室，卻有護士沒醫師。因澎湖每年10月到隔年3月有強烈的東北季風，風浪一超過七級，使得搭船的醫療人員們因暈船視此為畏途，讓醫院調派人力非常困難，導致澎醫壹號從1997年11月起由原來每周原則出航六次減至兩次，只保留東吉、東坪、大倉、員貝等四個小型離島。1999年7月1日精省後，衛生署接管省衛生處業，澎醫壹號作業終於終止。當時，身為白沙鄉唯一醫師的侯武忠，必須照顧三千多島民的健康，起初搭一天一班的交通船到各離島看診，若遇十級風浪就無法去看診，於是自己出錢包船，每周固定到大倉、員貝，讓居民有固定門診時段。
為了能自己開船，侯武忠向員貝嶼老船長王垚淼學了半年，此後自行駕船。他還自費買下兩艘快艇，就近停放在白沙鄉的中屯、岐頭漁港。船名各為父母親的名字「榮泉號」、與「昭滿號」（取自父親及母親同名）。他每周固定四天至大倉、員貝看診。十級風浪也不停歇，當遇到大風浪時，總以自己會游泳來安慰自己。同事藥劑師丁允泰表示，侯醫師視病猶親，每早看完診，下午就開船出診，都是用自己的時間，不管風雨多大都沒休息，眾人把他當活菩薩，沒有醫師可像他這樣。每當侯醫師登上小島時，村民總提著自己捕的魚或是種的蔬菜當謝禮。有時他還會支援鳥嶼、吉貝嶼的醫療。
2002年得第十二屆醫療奉獻獎，成為全國首位不到四旬即該獎的醫師。2004年衛生署疾病管制局定點醫師感謝獎。2009年，衛生署疾病管制局獲頒「功在防疫」獎。
2017年2月，侯武忠健診時發現罹胰臟癌後，5月改接澎湖慢性病防治所所長，並持續至高醫附醫治療。該年11月20日辭世後，家屬準備一艘稱為「武忠號」的紙紮小船在告別式上，希望侯武忠可在下一個世界使用。同月30日，大愛劇場長情劇展臉書播放《人醫群俠傳》系列《菊島醫師情》，由金鐘視帝莊凱勛飾演侯武忠。12月3日公祭，總統府祕書長吳釗燮代表頒發褒揚令、衛福部次長薛瑞元頒贈獎章、高雄醫學大學主任秘書陳正生贈「榮譽傑出校友」獎牌。
澎湖縣政府計畫興建澎湖醫療貢獻紀念館，納入歷年曾為澎湖醫療貢獻的仁醫，如白寶珠、何義士、葉茂霖、侯武忠等。

## 家庭
侯武忠的母親徐照滿是他讀馬公國小，一、二年級的導師；父親侯榮泉是他讀馬公高中的一到三年級的導師。
妻子陳慧娟是侯武忠青梅竹馬，也是高中同學，育一女二男，長女和長子都是牙醫系畢業，妻子陳慧娟希望在白沙鄉岐頭碼頭旁，興建東海遊客中心暨仁醫侯武忠紀念館。長子侯辰軍，目前在台中海線牙醫診所職業，於照護在地鄉親的口腔健康。